# Maria Manuela dos Santos Lucas
Pour les articles homonymes, voir Dos Santos et Lucas.
Maria Manuela dos Santos Lucas, née le 9 novembre 1961 à Matola est une diplomate mozambicaise.

## Biographie

### Formation
Maria Manuela dos Santos Lucas est diplômée de université Joaquim-Chissano et a un master en relations internationales de l'université de Birmingham.

### Carrière diplomatique
Maria Manuela dos Santos Lucas rejoint le ministère des affaires étrangères en 1981. Elle est nommée ambassadrice en Belgique, Pays-Bas, Luxembourg, Italie et Espagne. Elle est haut commissaire aux Seychelles et Afrique du Sud,. En 2017, elle est nommée vice-ministre des affaires étrangères.
En 2025, elle est ministre des affaires étrangères et de la coopération.
Elle est membre du FRELIMO.